# Реформа
Рефо́рма (лат. reform, фр. réforme — «перетворюю», «змінюю», «перебудовую») — 
1) Реформа соціальна — це комплекс заходів, якими вводяться нові суспільні відносини на заміну старих у будь-якій сфері суспільного життя, крім економічної, що призводить до зміни умов діяльності всіх і відповідної фахової групи членів суспільства. Наприклад, реформа судової системи може змінити контроль над нею з бюрократичного на народний і при цьому умови діяльності суддів зміняться з їх залежності від можновладців на їх залежність від більшості громадян, тобто не від кого з них особисто, а всі громадяни з об'єктів свавілля суддів перетворяться на суб'єктів контролю над суддями. Зміна умов діяльності ще має наслідком і викорінення негативних суспільних явищ, які за попередніх умов народилися і процвітають. Нові умови діяльності вводяться законодавчим шляхом. Процес реформування відбувається за умови неможливості при існуючому стані суспільства мати позитивний розвиток країни або якоїсь сфери життя суспільства. Метою реформування є досягнення нового стану суспільства, в якому перешкоди позитивному розвитку, які існували в попередньому стані суспільства, в його новому стані існувати не можуть; 
2) Реформа може трактуватись, як «re-» і «form», тобто зміна форми будь-якого об'єкту, відносно якого здійснюється реформування. В цьому значенні реформування відносно суспільства не має ніякого сенсу.
Не варто ототожнювати поняття Реформа в значенні 1) з «удосконаленнями», «реорганізацією», «модернізацією» … Реформа в значенні 1) є, по суті, корінний перелом усталених процесів, традицій тощо. Саме таке, більш однозначне трактування поняття Реформа, використовується в історичному аспекті. Проте, політики частенько з непристойною метою, ввести в оману суспільство, називають Реформою будь-які суспільні зміни, які не є Реформою змісту 1).
В умовах розвиненого соціально диференційованого суспільства Р. можуть бути різноманітними, видаватися суперечливими за змістом, засобами здійснення, впливом на перебіг соціальних процесів. Р. спрямовані на прогресивні зміни у суспільстві, вони постають водночас і як захід, покликаний зберегти існування стабільності у суспільстві, суспільного ладу, тих чи інших соціально-політичних, економічних або ідеологічних структур, інститутів, установ тощо, надавши їм нової якості.
Як доведено історією, в суспільстві неминучі такі етапи його розвитку, коли відбувається реформування або глибока, докорінна зміна усіх усталених сторін суспільного життя, коли замінюється весь комплекс суспільних відносин, тобто коли відбувається соціальна революція. Аби правильно розуміти місце і роль революцій і реформ в житті суспільства необхідно володіти знаннями про тонкий діалектичний зв'язок між економічною основою життя суспільства і його надбудовними частинами, тобто володіти законом відповідності економічної основи життя суспільства його надбудовним частинам. Аби убезпечити країну від потрясінь, можновладці повинні своєчасно проводити більш чи менш поступові трансформації соціальних інститутів і закладів, що перешкоджають її розвиткові. Р. в значенні 1) можуть також мати на меті забезпечення подальшої демократизації суспільства, розширення можливостей громадян для захисту своїх прав.
Інструментом визначення об'єктивних необхідності здійснити і змісту реформ в значенні 1) виступає соціологічна наука. Вона, аналізуючи стан суспільства, виявляє об'єктивні необхідність здійснити і зміст реформ в значенні 1), ставлення людей і соціальних груп до здійснення тих чи інших Р., їх наслідків, надає суспільству цінну інформацію та практичні рекомендації для сфери управління соціальними процесами, з метою якісних суспільних перетворень.
Першим значним реформатором України вважається княгиня Ольга.